# Tahu Rutum
Der Tahu Rutum ist ein 6651 m hoher Berg im Karakorum. 

## Lage
Der Tahu Rutum bildet einen spektakulären Felsenturm an der Grenze der Gletschergebiete des Biafo-, des Hispar- und des Khurdopingletschers.
Er liegt im äußersten Südosten des Hispar Muztagh, einem Teil der Karakorum-Hauptkette in der pakistanischen autonomen Region Gilgit-Baltistan. Der Berg wird im Norden vom Westlichen Khurdopingletscher, im Westen vom Östlichen Khani-Basa-Gletscher sowie im Süden vom Tahu-Rutum-Gletscher, einem westlichen Tributärgletscher des Lukpe Lawo (Snow Lake), entwässert. Nach Westen führt ein Bergkamm zum 6,46 km westnordwestlich gelegenen Kanjut Sar II. Im Osten liegt der 5670 m hohe Westliche Khurdopin-Pass und jenseits diesem der Lukpe Lawo Brakk (6593 m).

## Besteigungsgeschichte
Der Tahu Rutum wurde im Jahr 1977 von einer japanischen Expedition erstbestiegen. Am 13. Juli erreichten Kazuto Obata, Yukio Usagawa, Yoshinobu Tanaka and Kazuya Mitsumochi den Gipfel. Die Aufstiegsroute führte von Südosten her über den Südwestgrat zum Gipfel.
Im Jahr 2008 versuchte der US-Amerikaner Kyle Dempster eine Solodurchsteigung der Westwand.